# Zandt
Zandt je obec, která se nachází v Horních Francích v okrese Cham v Bavorsku. Leží přibližně 33 kilometrů západně od českých hranic. Sousední okresy jsou Regensburg, Schwandorf Regen, Straubing-Bogen, Regensburg a Plzeňský kraj.

## Název obce
V roce 1122 se místo objevuje jako „Zande“, což by mohlo odkazovat na tvar zubu[ujasnit] nebo tento název pochází z doby předřímské a nedochoval se jeho význam.

## Významní rodáci
Manfred Zollner (* 1940), předseda dozorčí rady a zakladatel společnosti Zollner Elektronik AG

## Znak
Erb byl schválen v roce 1982. V erbu je zámek, který se nachází v obci Zandt. Barvy jsou odvozeny od kláštera v Řezně. Zelená barva odkazuje na Bavorský les.

## Části obce
Obec má 29 částí
- Alterdorf (Weiler)
- Ammerhof (Weiler)
- Auhof (Weiler)
- Berghäusl (Einöde)
- Bierwinkl (Weiler)
- Dietersdorf (Dorf)
- Eichlhof (Weiler)
- Flammried (Dorf)
- Frauenholz (Einöde)
- Harrling (Kirchdorf)
- Hinterstocka (Einöde)
- Holzmühle (Weiler)
- Kagerhof (Einöde)
- Kothrettenbach (Dorf)
- Kühberg (Weiler)
- Liebenau (Dorf)
- Nasting (Weiler)
- Oberstocka (Einöde)
- Pfahl (Weiler)
- Riedhof (Weiler)
- Riedwies (Einöde)
- Riesel (Einöde)
- Sperlmühle (Einöde)
- Unterhaidmühle (Einöde)
- Unterstocka (Weiler)
- Weiherhäusl (Weiler)
- Weihermühle (Weiler)
- Wolfersdorf (Dorf)
- Zandt (Kirchdorf)